# Nágocs
Nágocs là một thị trấn thuộc hạt Somogy, Hungary. Thị trấn này có diện tích 22,26 km², dân số năm 2010 là 674 người, mật độ 30 người/km².